# Gordes
Gordes er en fransk landsby og kommune i departementet Vaucluse i regionen Provence-Alpes-Côte d'Azur.
Landsbyens navn og oprindelse er knyttet til det keltiske folk vordenserne, som opførte byen som en fæstning.
Den velbevarede provençalske landsby ligger pittoresk på en klippetop 350 meter over havets overflade med udsigt over Luberon-dalen, der har status af regional naturpark. Landsbyen figurerer på listen over de smukkeste landsbyer i Frankrig (Les plus beaux villages de France).
Byen rummer adskillige hoteller, restauranter, barer og mindre butikker, samt et bibliotek og et posthus. Tirsdag formiddag afholdes et mindre marked, mest til glæde for turisterne. Første weekend i oktober afholdes en byfest.

## Seværdigheder
Hovedattraktionen i Gordes er slottet, som oprindeligt stammer tilbage fra år 1031, men delvist genopført i renæssancestil i 1525.
I perioden 1970-1996 rummede slottet i Gordes et museum med over 500 værker af den fransk-ungarske Op art kunstner Victor Vasarely (1906-1997), som ofte tilbragte sine somre i byen. Vasarelly blev æresborger i Gordes, og byen har stadig som sit vartegn en skulptur af kunstneren ved indkørslen til byen. Siden 1996 har slottet dannet ramme om et museum for den flamske maler Pol Mara (1920-1998), som også var Gordes-borger.